# Stackhousia dielsii
Stackhousia dielsii är en benvedsväxtart som beskrevs av Renato Pampanini. Stackhousia dielsii ingår i släktet Stackhousia och familjen Celastraceae. Inga underarter finns listade.